# Boodleopsis
Genre
Boodleopsis est un genre d’algues vertes de la famille des Udoteaceae. 

## Liste d'espèces
Selon AlgaeBase (3 mai 2014) :
- Boodleopsis aggregata C.K.Tseng & M.Dong
- Boodleopsis carolinensis Trono
- Boodleopsis hawaiiensis Gilbert
- Boodleopsis indica M.Umamaheswara Rao
- Boodleopsis pusilla (F.S.Collins) W.R.Taylor, A.B.Joly & Bernatowicz
- Boodleopsis siphonacea A.Gepp & E.S.Gepp (espèce type)
- Boodleopsis sundarbanensis Islam
- Boodleopsis vaucherioidea Caleron-Saenz & Schnetter
- Boodleopsis verticillata E.Y.Dawson

Selon NCBI (3 mai 2014) :
- Boodleopsis pusilla

Selon World Register of Marine Species (3 mai 2014) :
- Boodleopsis carolinensis Trono, 1972
- Boodleopsis hawaiiensis Gilbert, 1965
- Boodleopsis pusilla (F.S.Collins) W.R.Taylor, A.B.Joly & Bernatowicz, 1953
- Boodleopsis siphonacea A.Gepp & E.S.Gepp
- Boodleopsis sundarbanensis Islam, 1973
- Boodleopsis vaucherioidea Caleron-Saenz & Schnetter, 1989
- Boodleopsis verticillata E.Y.Dawson, 1960